# Палау
Палау (енгл. Palau, пал. Belau), или званично Република Палау (енгл. Republic of Palau, пал. Beluu er a Belau), позната и као Белау, је држава која се налази у западном Пацифику близу Нове Гвинеје и Филипина у појасу Микронезије. Састоји се од 26 главних острва од којих су 8 насељена и од отприлике 300 мањих острваца укупне површине 1632 km² и има 20.000 становника. До 2006. године главни град је био Корор (11.000 становника), али је влада преместила своје надлежности у Нгерулмуд, насеље у административној области Мелекеок. Уједињене нације их 1947. године стављају под америчко туторство.
Након окончања мандата Старатељског савета Уједињених нација, Палау је постао независна држава 1994. године. Новију историју је обележило премештање главног града из Корора у Мелекеок (Нгерулмуд) 2006.
Земљу су првобитно населили мигранти из поморске југоисточне Азије пре отприлике 3.000 година. Палау је први нацртао на европској мапи чешки мисионар Пол Клајн на основу описа који је дала група палауанаца бродоломаца на филипинској обали на Самару. Острва Палау су постала део Шпанске Источне Индије 1885. Након пораза Шпаније у Шпанско-америчком рату 1898. године, острва су продата Немачкој 1899. под условима Немачко-шпанског уговора, где су им они управљали као део Немачке Нове Гвинеје. После Првог светског рата, острва су постала део мандата Јужних мора Лиге народа под јапанском владавином. Током Другог светског рата, сукоби, укључујући велику битку код Пелелиа, вођени су између америчких и јапанских трупа као део кампање на Маријанским и Палау острвима. Заједно са другим пацифичким острвима, Палау је 1947. године постао део повереничке територије Пацифичких острва којом су управљале Сједињене Државе. Пошто су на референдуму гласали против придруживања Савезним Државама Микронезије 1978. године, острва су добила потпуни суверенитет 1994. према Споразуму о слободном удруживању са Сједињеним Државама.

## Географија
Палау се састоји од око 340 острва (рачунајући острвца око 500), највеће се зове Бабелдаоб на ком је смештен главни град Нгерулмуд. Нгерулмуд је најмањи главни град на свету, са популацијом од око 400 људи. Палау је подељен на 16 мањих држава (администрација) од којих свака има своју заставу.

### Положај
Палау је најзападнија држава Океаније, смештена северозападно од Нове Гвинеје и југоисточно од Филипина. Обухвата низ ниских коралних острва (атоли) на југу и виших острва вулканског порекла на северу. Дуж источне стране архипелага пружа се корални гребен дуг више од 100 km. 

### Клима
Влажна тропска клима погодује расту бујне вегетације, највише прашума у долинама већих вулканских острва.
| Клима Палау острва (1961–1990) | Клима Палау острва (1961–1990) | Клима Палау острва (1961–1990) | Клима Палау острва (1961–1990) | Клима Палау острва (1961–1990) | Клима Палау острва (1961–1990) | Клима Палау острва (1961–1990) | Клима Палау острва (1961–1990) | Клима Палау острва (1961–1990) | Клима Палау острва (1961–1990) | Клима Палау острва (1961–1990) | Клима Палау острва (1961–1990) | Клима Палау острва (1961–1990) | Клима Палау острва (1961–1990) |
| Показатељ \ Месец              | .Јан.                          | .Феб.                          | .Мар.                          | .Апр.                          | .Мај.                          | .Јун.                          | .Јул.                          | .Авг.                          | .Сеп.                          | .Окт.                          | .Нов.                          | .Дец.                          | .Год.                          |
| ------------------------------ | ------------------------------ | ------------------------------ | ------------------------------ | ------------------------------ | ------------------------------ | ------------------------------ | ------------------------------ | ------------------------------ | ------------------------------ | ------------------------------ | ------------------------------ | ------------------------------ | ------------------------------ |
| Максимум, °C (°F)              | 30,6 (87,1)                    | 30,6 (87,1)                    | 30,9 (87,6)                    | 31,3 (88,3)                    | 31,4 (88,5)                    | 31,0 (87,8)                    | 30,6 (87,1)                    | 30,7 (87,3)                    | 30,9 (87,6)                    | 31,1 (88)                      | 31,4 (88,5)                    | 31,1 (88)                      | 30,97 (87,74)                  |
| Просек, °C (°F)                | 27,3 (81,1)                    | 27,2 (81)                      | 27,5 (81,5)                    | 27,9 (82,2)                    | 28,0 (82,4)                    | 27,6 (81,7)                    | 27,4 (81,3)                    | 27,5 (81,5)                    | 27,7 (81,9)                    | 27,7 (81,9)                    | 27,9 (82,2)                    | 27,7 (81,9)                    | 27,62 (81,72)                  |
| Минимум, °C (°F)               | 23,9 (75)                      | 23,9 (75)                      | 24,1 (75,4)                    | 24,4 (75,9)                    | 24,5 (76,1)                    | 24,2 (75,6)                    | 24,1 (75,4)                    | 24,3 (75,7)                    | 24,5 (76,1)                    | 24,4 (75,9)                    | 24,4 (75,9)                    | 24,2 (75,6)                    | 24,24 (75,63)                  |
| Количина кише, mm (in)         | 271,8 (10,701)                 | 231,6 (9,118)                  | 208,3 (8,201)                  | 220,2 (8,669)                  | 304,5 (11,988)                 | 438,7 (17,272)                 | 458,2 (18,039)                 | 379,7 (14,949)                 | 301,2 (11,858)                 | 352,3 (13,87)                  | 287,5 (11,319)                 | 304,3 (11,98)                  | 3.758,3 (147,964)              |
| Дани са кишом                  | 19,0                           | 15,9                           | 16,7                           | 14,8                           | 20,0                           | 21,9                           | 21,0                           | 19,8                           | 16,8                           | 20,1                           | 18,7                           | 19,9                           | 224,6                          |
| Сунчани сати — месечни просек  | 198,4                          | 194,9                          | 244,9                          | 234,0                          | 210,8                          | 168,0                          | 186,0                          | 176,7                          | 198,0                          | 179,8                          | 183,0                          | 182,9                          | 2.357,4                        |
| Извор: Hong Kong Observatory   |                                |                                |                                |                                |                                |                                |                                |                                |                                |                                |                                |                                |                                |

## Историја
Острва су насељена већ хиљаду година. Открили су их Португалци 1543. године, а до 1899. били су под Шпанијом, када их је она продала Немачкој. До Првог светског рата била су мандатно подручје Лиге народа, када су их Јапанци окупирали 1914. и у чијем поседу су остали до 1944. Од 1947. године су били у саставу Тихоокеанске протекцијске територије САД. Унутрашњу самоуправу стекла су 1981, а независност 1994. године.

## Становништво
Од свих острва, насељено је само шест, а уз Палауце (мешавина малајског и папуанског становништва), највише има Филипинаца - 15%. Према вероисповести подједнако су заступљени католици, протестанти и анимисти (традиционална веровања). Највише становништва живи на малом коралном острву Корору с истоименим главним градом. 
Према попису из 2004. године у Палау живи 21.000 људи, од којих 69% у граду. Просечна густина насељености је 42 становника по квадратном километру.

## Административна подела
Палау је подељен на шеснаест држава:
| Држава       | Површина (km²) | Број становника | Густина становништва (ст./km²) |
| ------------ | -------------- | --------------- | ------------------------------ |
| Аимелик      | 44             | 281             | 6                              |
| Аираи        | 59             | 253             | 4                              |
| Ангаур       | 8,06           | 130             | 16                             |
| Хатохобеи    | 0,9            | 10              | 11                             |
| Кајангел     | 1,7            | 76              | 45                             |
| Корор        | 60,52          | 11670           | 193                            |
| Мелекеок     | 26             | 300             | 12                             |
| Нгарард      | 34             | 453             | 13                             |
| Нгарчелонг   | 11,2           | 281             | 25                             |
| Нгардмау     | 34             | 195             | 6                              |
| Нгаремленгуи | 68             | 310             | 5                              |
| Нгатпанг     | 33             | 257             | 8                              |
| Нгчесар      | 43             | 287             | 7                              |
| Нгивал       | 17             | 226             | 13                             |
| Пелелиу      | 22,3           | 510             | 23                             |
| Сонсорол     | 3,1            | 42              | 14                             |

Ненасељена Камена острва су била део општина Корор, али данас службено нису део ни једне општине.

## Привреда
Становници се највише баве радом на плантажама и риболовом. Узгајају се кокосове палме, банане, ананас и маниок, а знатне приходе даје извоз фосфата, боксита и туризам. Званична валута у Палау је амерички долар, а просечан БДП по становнику износи 17.438 $.